# Katedra
Katedra — литовская группа, играющая в жанре хеви-метал, раннее творчество которой было выдержано в стиле группы Iron Maiden. Katedra является одной из старейших и самых успешных метал-групп Литвы.

## История группы[1]

### Первые успехи и распад группы

Первый состав группы

История группы Katedra, одной из старейших рок-групп Литвы, берёт начало в 1986 году. В первый состав вошли: Повилас Мешкела (вокал), Ричардас Лагинаускас (гитара), Ромас Райнис (гитара), Альгис Радавичюс (бас-гитара), Мариус Гиедрис (ударные). Несмотря на значительное влияние популярной в то время легендарной группы Iron Maiden на стиль игры группы Katedra, её участники ищут свою собственный особый стиль. С самого момента основания группа выступала и у себя на Родине, и за рубежом. Katedra принимала участие в таких известных фестивалях, как «Литуаника» ’88 и ’89 (Вильнюс), «Рок-панорама» (Москва), Rock Summer и Rock Winter (Таллинн), Liepajas Dzintars ’88 и ’89 (Латвия), Sopot (Польша), Ilosaari Pop (Финляндия).
В 1989 году был записан дебютный альбом Mors Ultima Ratio («Смерть — последний довод всему» — лат.), который появился на прилавках музыкальных магазинов только через год. Интерес к альбому был настолько велик, что в течение двух недель весь тираж был распродан. Группа была не просто замечена, но также получила признание и за рубежом. В журнале Metal Hammer (1989 год, 11-й выпуск) писали, что «этот истинный трэш-метал хорош и с музыкальной, и с технической точек зрения. По сравнению с 90 % подобных западных групп музыка Katedra просто превосходна. Становится очевидным, насколько тяжелая музыка в Литве продвинулась вперед. Katedra — единственная в своем роде группа в Литве, и, возможно, является одной из самых горячих трэш-метал-групп Европы».
Пик активной деятельности пришёлся на 1991 год, когда группа участвовала в фестивале Baltic Sea Music Fest (Швеция). Группа вызвала восхищение у организаторов фестиваля: «Katedra — действительно мощная хэви-метал-группа. Они одни из тех, чьи живые выступления звучат намного лучше, чем записи на виниле». К сожалению, это было последнее выступление группы в оригинальном составе, так как Повилас и Ромас покинули группу немного погодя, а роль вокалиста взял на себя Ричардас. Несмотря на это, в следующем году был выпущен второй альбом Natus in Articulo Mortis, который также получил хорошие отзывы не только у себя на родине. Музыка стала более жёсткой, чему отчасти поспособствовал вокал Ричардаса. Это единственный англоязычный альбом во всей дискографии группы. Группа снова приняла участие в нескольких фестивалях, а несколько треков с альбома попали на вершины чартов местных радиостанций.
В 1994 году правительство Литвы предложило группе выступить на дне литовской культуры в Лейпциге. Кроме Katedra, там выступило ещё несколько групп. Однако после этого группа распалась и была возрождена только через пять лет. Началом возрождения группы можно считать их выступление на фестивале Metalinis Uostas в Клайпеде в 1999 году.

### Воссоединение и наши дни
Чтобы восполнить годы тишины, группа приняла участие в знаменитом фестивале Death Comes, сыграла несколько концертов в клубах Литвы, а также на байк-шоу в Вильнюсе в 2002 году. Вскоре четвёртым полноценным участником группы стал клавишник Наглис Патамсис. Тогда же группа открыла для себя акустическое звучание и начала экспериментировать с ним. 25 января 2003 Katedra выступила на одном из самых известных местных рок-фестивалей под названием Ferrum Frost, а в августе того же года на фестивале Rock Nights, проходившем в Плателяе. Более того, группа сыграла эпизодическую роль в немецком фильме «Крысы 2». После того как осенью Katedra отыграла на фестивале Mountain Rock в Каунасе, группу покинул барабанщик Мариус, игравший в группе с самого её основания. Но уже в начале следующего года на его место пришёл Домас Дединас.
После выступления на фестивале Nights of Rock 2004 в Плателяе, Katedra подготовила новую концертную программу, с которой группа выступала в клубах Литвы, а также на байк-фестивале Riga Bike Show 2005 и на байк-фестивале «Балтийский штурм 2005», проходившем в Калининграде.
Летом 2005 года на фестивале Nights of Rock 2005 группа исполнила свои старые и новые песни в новой аранжировке совместно со струнным дуэтом Глеба Пышняка (виолончель) и Кристины Балтрушайтите (альт).
Запись третьего альбома был закончена в 2006 году. Альбом, получивший название III, был издан тиражом в две тысячи копий.
В конце 2006 года из группы уходит бас-гитарист Альгис Радавичюс, игравший в Katedra с самого её основания. Его место занял Гедиминас Юргайтис, игравший до этого в группе «Hersh Tu».
Группа продолжает выступать, давая концерты по всей Литве. В том же 2006 году Katedra отметила своё двадцатилетие.
Осенью 2007 года состав группы снова поменялся. На этот раз в группе появился новый барабанщик Сальвиюс Жеймис.
В 2008 году группа представила свой последний на данный момент альбом «Ugnikalnis», который содержит десять новых песен. Запись происходила с 13 по 17 июля в Латвии. Альбом издан на лейбле «Atra Musica».
В конце 2010 группу покинул басист Гедиминас Юргайтис, а его место занял Римантас Будрюнас.
В настоящее время музыка группы сочетает в себе несколько стилей, но, несмотря на это, Katedra остаётся преданной хеви-металу, в который верит уже на протяжении многих лет.
В 2019 г. группа объявила о своем роспуске. Последний концерт группы состоялся в июне 2019 г. на фестивале Kilkim Žaibu.

## Состав

### Последний состав
- Ричардас Лагинаускас — гитара (1986-2019), вокал (1991-2019)
- Сальвиюс Жеймис — ударные (2007-2019)
- Римантас Будрюнас — бас-гитара (2010-2019)

### Бывшие участниики
- Повилас Мешкела — вокал (1986—1991)
- Ромас Райнис — гитара (1986—1991)
- Мариус Гиедрис — ударные (1986—2003)
- Альгис Радавичюс — бас-гитара (1986—2006)
- Наглис Патамсис — клавишные (2002)
- Домас Дединас — ударные (2003—2007)
- Гедиминас Юргайтис — бас-гитара (2006—2010)

## Дискография
| Название                 | Участники                                    | Год выпуска |
| ------------------------ | -------------------------------------------- | ----------- |
| Mors Ultima Ratio        | Лагинаускас/Райнис/Мешкела/Радавичюс/Гиедрис | 1989        |
| Natus in Articulo Mortis | Лагинаускас/Радавичюс/Гиедрис                | 1992        |
| III                      | Лагинаускас/Радавичюс/Дединас                | 2006        |
| Ugnikalnis               | Лагинаускас/Юргайтис/Жеймис                  | 2008        |